# Parken (Stadion)
Der Parken (deutsch [der] Park; aufgrund eines Namenssponsoring offiziell Parken – Connected by 3), von 1911 bis 1990 Københavns Idrætspark (deutsch Kopenhagener Sportpark) und im deutschen Sprachraum auch Parken-Stadion, ist ein Fußballstadion mit einem schließbaren Dach in der dänischen Hauptstadt Kopenhagen. Es ist das größte Stadion des Landes und das Nationalstadion. Sowohl die dänische Fußballnationalmannschaft als auch der FC Kopenhagen nutzen die 1992 fertiggestellte Sportstätte am Fælledparken im Stadtteil Østerbro für ihre Heimspiele. Des Weiteren finden verschiedene andere Veranstaltungen dort statt.

## Geschichte

### Københavns Idrætspark
Die Geschichte des Stadions begann bereits am 25. Mai 1911. An diesem Tag wurde der Københavns Idrætspark eingeweiht. Zur Eröffnung spielte eine Mannschaft aus dem Kjøbenhavns Boldklub und B.93 Kopenhagen gegen Sheffield Wednesday (2:3) aus England. Es diente schon damals der Fußballnationalmannschaft als Spielort. Von 1955 bis 1990 fand das Finale des dänischen Pokals im Idrætspark statt. Es hatte eine Kapazität von bis zu 52.377 Zuschauern; die zumeist im Stadion Stehplätze vorfanden. Das letzte Länderspiel (Qualifikation zur EM 1992) fand am 14. November 1990 zwischen Dänemark und Jugoslawien (0:2) im Stadion statt. Anschließend wurde das Stadion umgebaut.

### Parken
Am 9. September 1992 wurde der Neubau unter dem Namen Parken mit dem Freundschaftsspiel Dänemark gegen Deutschland (1:2) wiedereröffnet. Er bietet auf seinen vier Einzeltribünen bei Fußballspielen 38.065 Sitzplätze. Für Konzerte stehen, mit Stehplätzen im Innenraum, bis zu 50.000 Plätze zur Verfügung. Das Flutlicht bietet eine Beleuchtungsstärke von 2000 Lux und das Spielfeld verfügt über die internationalen Maße von 105 × 68 m.
Rechtzeitig zum Eurovision Song Contest 2001 am 12. Mai wurde das faltbare Textildach der Veranstaltungsstätte fertiggestellt. Es besteht aus zwölf Textil-Membrankissen mit je 92 × 7 Metern. Die Membrankissen auf einer Stahlfachwerk-Konstruktion werden mit Spezialgebläsen aufgeblasen, wenn das Dach geschlossen ist. Es hat eine Fläche von 8000 m². Innerhalb von 30 Minuten lässt sich das Dach öffnen oder schließen und der Innenraum ist voll beheiz- und klimatisierbar. Das Spielfeld besteht aus einem Hybridrasen. Dabei sind in den Naturrasen Kunstrasenfasern eingeflochten, um der starken Beanspruchung des Platzes durch die Veranstaltungen besser widerstehen zu können.
2009 erhielt das Stadion eine neue Nordtribüne mit 4000 V.I.P.-Plätzen. Nach dem Abriss der alten Tribüne wurde eine provisorische Außenwand errichtet, damit das Stadion weiter genutzt werden konnte. Der untere Teil der Tribüne kann vor- und zurückgefahren werden, um mehr Platz im Innenraum zu schaffen.
Im Stadion befinden sich große Säle, die für Konferenzen, Bankette oder sonstige Feierlichkeiten gemietet werden können. Der offizielle Fanshop des FC Kopenhagen namens FCK Fanshop liegt ebenfalls im Stadion.

## Konzerte und Veranstaltungen

### Konzerte
Seit der Eröffnung ist der Parken ein regelmäßiger Veranstaltungsort von Konzerten. Den Zuschauerrekord stellte die dänische Band Volbeat am 26. August 2017 auf, als sie vor über 48.250 Zuschauern spielten. Das Konzert wurde für die DVD Let’s Boogie! Live from Telia Parken mitgeschnitten.
Eine Auswahl der Künstler und Gruppen:
- Plácido Domingo, Whitney Houston, Pink Floyd, The Rolling Stones, Bryan Adams, Tina Turner, Michael Jackson, Rod Stewart, Bruce Springsteen, U2, Céline Dion, Depeche Mode, Robbie Williams, Paul McCartney, Santana, Metallica, Simon & Garfunkel, George Michael, Justin Timberlake, R.E.M., Eric Clapton, Madonna, AC/DC, Fleetwood Mac, Britney Spears, Muse, Tiësto, Prince, Rammstein[6][7]

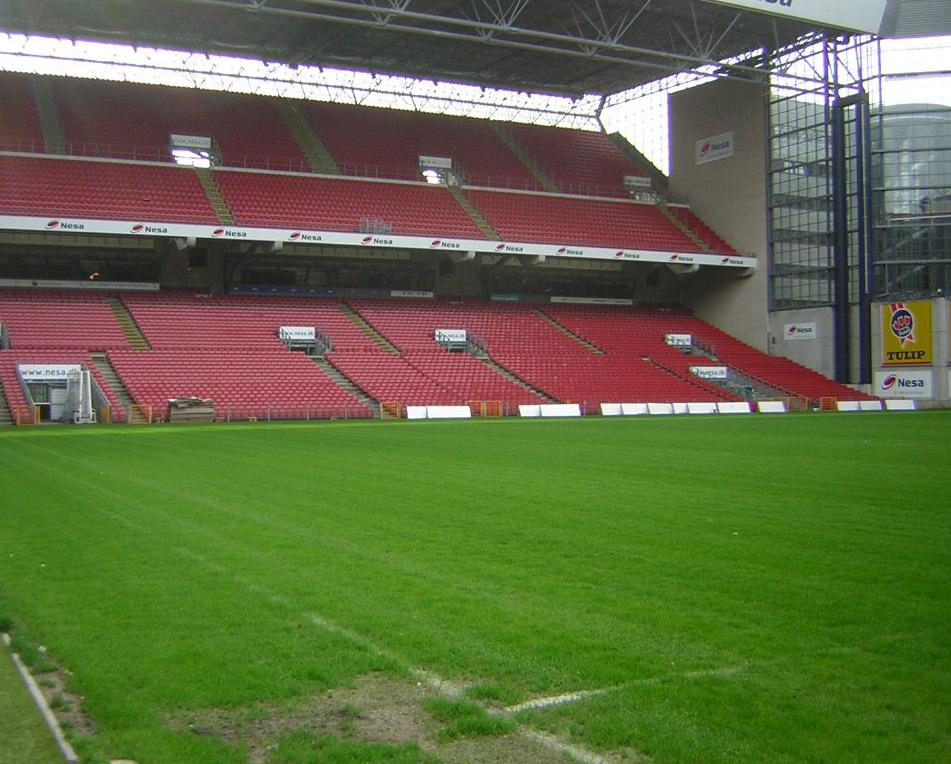
Süd-Tribüne im Parken

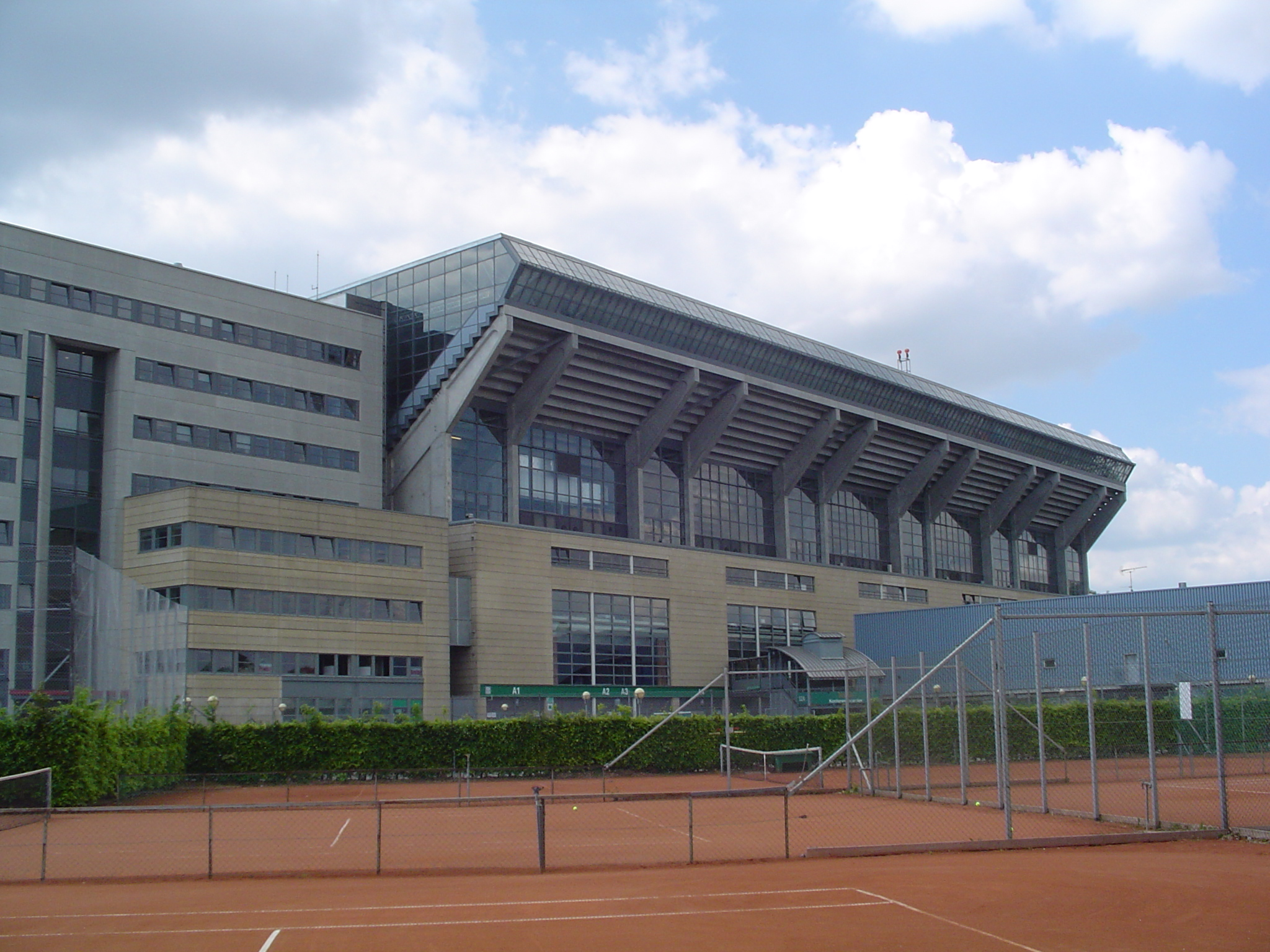
Die Nordseite des Parken

### Weitere Veranstaltungen
Bisher wurden zwei Europapokal-Endspiele im Kopenhagener Stadion ausgetragen. 1994 trafen im Finale des Europapokals der Pokalsieger Arsenal London und der AC Parma (1:0) aufeinander. 2000 schlug Galatasaray Istanbul Arsenal London mit 4:1 im Elfmeterschießen im UEFA-Pokal-Finale. Wegen des Fehlens der nötigen Platzkapazität können aber keine Endspiele der UEFA Champions League dort stattfinden. Seit 1993 ist es Austragungsort des dänischen Pokalfinals.

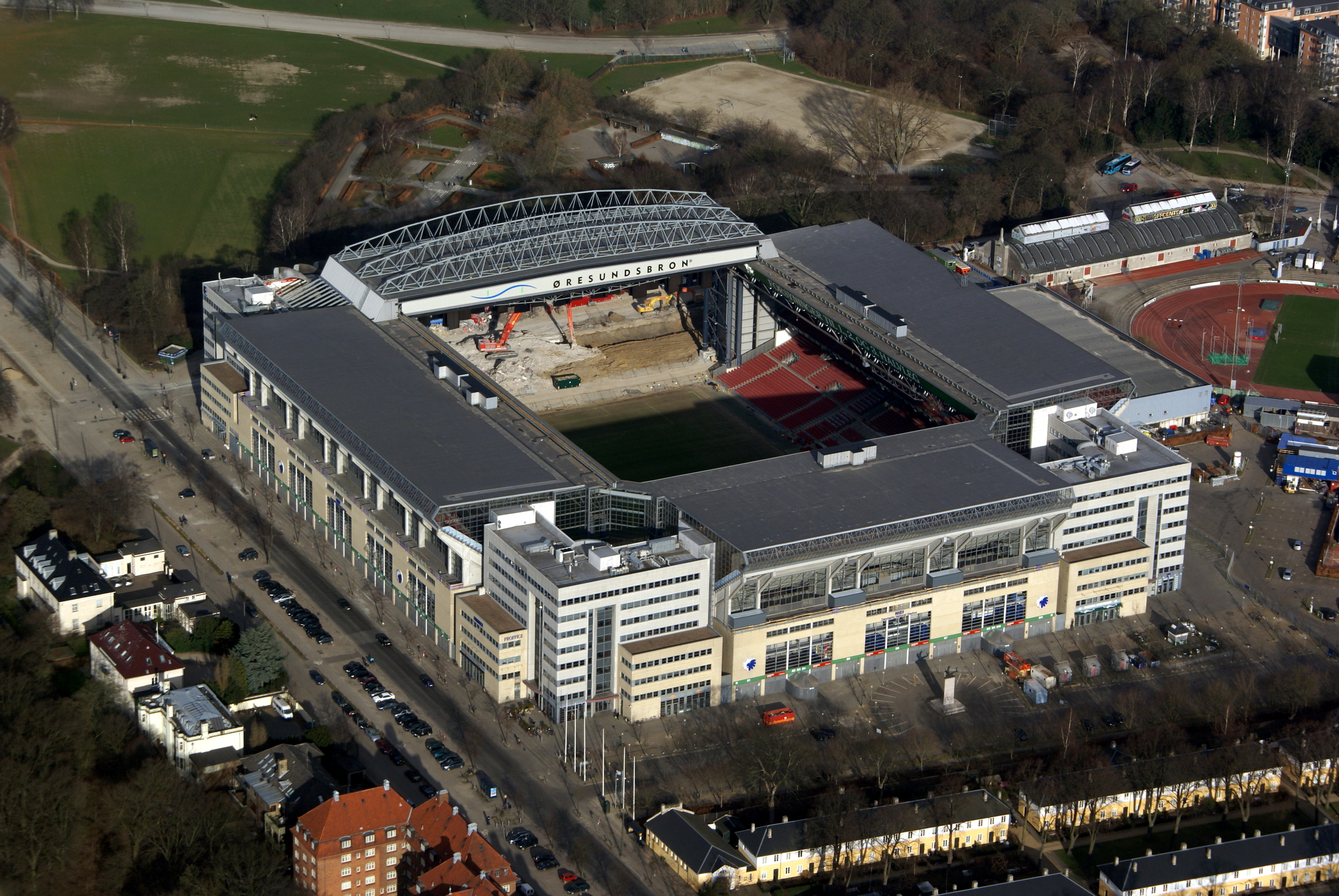
Das Stadion aus der Luft während des Umbaus der D-Tribüne

Am 13. Oktober 2001 boxte der Däne Brian Nielsen gegen Mike Tyson und am 15. Oktober 2006 fand eine große Boxnacht mit dem Kampf Mikkel Kessler gegen den Deutschen Markus Beyer vor 20.000 Zuschauern in der geschlossenen Arena statt. Von 2003 bis 2014 wurde jährlich im Stadion ein Lauf der Speedway-Einzel-Weltmeisterschaft ausgetragen, der 2015 dann in der CASA Arena Horsens stattfand. Das Tennisturnier Royal Copenhagen Cup 2002 fand im Parken statt.
Der Besucherrekord bei einem Länderspiel (Qualifikation zur WM 2006) wurde am 8. Oktober 2005 im Spiel gegen Griechenland mit 42.099 Besuchern aufgestellt. Bei einem Spiel von Vereinsmannschaften liegt die Rekordmarke bei 41.641 Zuschauern beim Pokalfinale am 21. Mai 1998 zwischen Brøndby IF und dem FC Kopenhagen.
Am 2. Juni 2007 kam es zu einem besonderen Zwischenfall im Qualifikationsspiel zur EM 2008 zwischen Dänemark und Schweden. Nach einer 3:0-Führung der Schweden glich Dänemark in der 75. Minute aus. In der 89. Minute stürmte ein dänischer Fan den Platz, nachdem Schiedsrichter Herbert Fandel den dänischen Spieler Christian Poulsen vom Platz gestellt hatte. Er hatte den Schweden Markus Rosenberg im Strafraum mit der Faust in den Magen geschlagen. Zudem gab es einen Elfmeter für Schweden. Der Fan griff daraufhin Fandel tätlich an und der Schiedsrichter brach das Spiel ab. Danach wurde das Spiel mit 3:0 für Schweden gewertet und Poulsen bekam drei Spiele Sperre. Der dänische Verband DBU musste eine Strafe von 50.000 Schweizer Franken zahlen und die nächsten zwei Spiele mindestens 140 Kilometer von Kopenhagen entfernt austragen.
Der durch die Meisterschaft 2012 für die UEFA Champions League qualifizierte FC Nordsjælland bestritt seine drei Gruppenheimspiele ebenfalls im Parken. Hierbei erzielte man ein 1:1 gegen Juventus Turin und zwei Niederlagen gegen den FC Chelsea und Schachtar Donezk.
Der Parken war einer von sechs Spielorten der Volleyball-Europameisterschaft der Männer 2013, die in Dänemark (Kopenhagen, Odense, Aarhus, Herning) und Polen (Gdynia, Danzig/Sopot) ausgetragen wurde. Dabei fanden im Parken die beiden Halbfinal- sowie die Finalspiele statt.
Das Stadion wurde von der UEFA als einer von 12 Spielorten in ganz Europa für die Fußball-Europameisterschaft 2021 ausgewählt. Insgesamt fanden drei Gruppenspiele sowie ein Achtelfinale im Parken statt.
| Sa., 12. Juni 2021, 18:00 Uhr – Gruppe B     |   |          |                      |
| Dänemark                                     | – | Finnland | 0:1 (0:0)            |
| Do., 17. Juni 2021, 18:00 Uhr – Gruppe B     |   |          |                      |
| Dänemark                                     | – | Belgien  | 1:2 (1:0)            |
| Mo., 21. Juni 2021, 21:00 Uhr – Gruppe B     |   |          |                      |
| Russland                                     | – | Dänemark | 1:4 (0:1)            |
| Mo., 28. Juni 2021, 18:00 Uhr – Achtelfinale |   |          |                      |
| Kroatien                                     | – | Spanien  | 3:5 n. V. (3:3, 1:1) |

## Tribünen
Die Zuschauerplätze verteilen sich wie folgt auf den vier Rängen.
- A-tribunen: ca. 12.100 Sitzplätze (Oberrang A: ca. 6.200, Unterrang A: ca. 5.900)
- Unibet-tribunen (B, "Sektion 12"): ca. 8.800 Sitzplätze (Oberrang B: ca. 4.100, Unterrang B: ca. 4.700)
- Carlsberg-tribunen (C): ca. 13.300 Sitzplätze (Oberrang C: ca. 6.000, Unterrang C: ca. 7.300)
- Familietribunen (D): ca. 3.900 Sitzplätze

Auf dem Unterrang der Unibet-tribunen (B) befinden sich etwa 40 rollstuhlgerechte Plätze mit dazugehöriger Rollstuhlrampe und Aufzugsanlage.

## Namenssponsoring
Ab Juli 2014 trug das Stadion den Sponsorennamen Telia Parken, nach dem Telekommunikationsunternehmen Telia Company mit Sitz in der schwedischen Hauptstadt Stockholm. Zum 31. August 2020 wurde die Partnerschaft beendet. Zum 1. Januar 2022 erwarb das Telekommunikationsunternehmen 3 die Sponsorenrechte, sodass der Parken seither offiziell den Namen Parken – Connected by 3 trägt.